# Garristown
Garristown är en ort i republiken Irland.   Den ligger i provinsen Leinster, i den nordöstra delen av landet, 27 km norr om huvudstaden Dublin. Garristown ligger 130 meter över havet och antalet invånare är 433.
Terrängen runt Garristown är huvudsakligen platt. Garristown ligger uppe på en höjd. Runt Garristown är det ganska glesbefolkat, med 35 invånare per kvadratkilometer. Närmaste större samhälle är Swords, 16,2 km sydost om Garristown. Trakten runt Garristown består i huvudsak av gräsmarker.